# سلطان‌علی خراسانی
سلطان‌علی خراسانی پزشک ایرانی قرن دهم هجری قمری یا سدهٔ ۱۶ میلادی بود. وی از اهالی خراسان بود و در عصر صفویه می‌زیست. وی نام خود را به صورت حکیم سلطان علی طبیب خراسانی آورده‌است. وی به مدت ۴۰ سال یعنی تا ۹۳۳ ه‍.ق در خراسان و فرارود به ویژه سمرقند به طبابت پرداخت. وی کتابی دربارهٔ پزشکی به زبان فارسی به نام دستور العلاج و به درخواست ابومظفر محمودشاه سلطان نگاشت. امروزه نسخه‌های زیادی از کتاب وی وجود دارند و محافظت می‌شوند.
ateme Keshavarz, A Descriptive and Analytical Catalog